# Palms (Los Angeles)
Pour les articles homonymes, voir Palms.
Palms est un quartier de la ville de Los Angeles, dans l'État de Californie.

## Présentation
Le quartier se situe dans la partie ouest (Westside) de Los Angeles.

## Démographie
Le Los Angeles Times considère le quartier comme très diverse du point de vue ethnique, 38,3 % blanche non hispaniques, 20,4 % asiatique, 23,4 % de la population étant hispanique, 12,2 % afro-américaine, et 5,7 % appartenant à une autre catégorie ethno-raciale.